# Nikita Demidoff
Pour les articles homonymes, voir Demidov.
Nikita Demidoff (en russe Никита Демидов), né Nikita Demidovitch Antoufieff en 1656 et mort en 1725, est un industriel russe.

## Biographie
Fondateur de la famille Demidoff, Nikita Antoufieff était le fils d'un forgeron libre de Toula, Demid Antoufieff. Il débuta lui-même comme forgeron.
Le Tsar Pierre le Grand lui confia la fabrication de hallebardes et de fusils pour l'armée russe, dont il devint le principal fournisseur. Plusieurs privilèges lui ayant été concédés, Nikita construisit à Toula une des premières usines métallurgiques de Russie (1694-1696). L'usine produisait un fer dont la qualité rivalisait, pour la première fois en Russie, avec la production anglaise et suédoise.
En 1699, Nikita construisit une nouvelle usine à Iekaterinbourg. Il ouvrit ensuite la première mine de fer de Sibérie à Kolyban. En 1702, le Tsar lui attribua une nouvelle fonderie dans l'Oural, qui devait devenir la première vraie fabrique d'armement en Russie. Entre 1716 et 1725, Nikita construisit quatre nouvelles usines métallurgiques dans l'Oural. 
Durant la guerre contre la Suède (1700-1721), les usines Demidoff devinrent le principal fournisseur des troupes russes, fournissant des canons, des pistolets, des épées et autres munitions, en tenant les délais et en divisant les prix par deux par rapport à la concurrence. Nikita Demidoff apporta ainsi une contribution décisive à la victoire contre la Suède. 
En 1702, Nikita avait obtenu de changer son nom en Demidoff. En remerciement des services rendus, Pierre le Grand l'anoblit le 21 septembre 1720.
Nikita Demidoff eut trois fils attestés (peut-être un quatrième) :
- Akinfi Nikititch Demidoff (1678-1745) ;
- Grigori Nikititch Demidoff (mort en 1728) ;
- Nikita Nikititch Demidoff (mort en 1758).